# Biblioteca Metropolitană București
Biblioteca Metropolitană București, prescurtat BMB, este rețeaua de biblioteci publice din București. 
Misiunea ei este de a facilita accesul gratuit și nediscriminatoriu la drepturile culturale fundamentale, servind ca un centru comunitar care susține activ informarea, cercetarea, educația și recreerea locuitorilor din București și județul Ilfov și care contribuie activ la îmbunătățirea calității vieții bucureștenilor prin oferta ei inovatoare și programul integrat de servicii cu caracter public.

## Istoric
Biblioteca Metropolitană Metropolitană București este continuatoarea unei bogate tradiții de lectură publică, funcționând de-a lungul timpului în diferite localuri și sub diferite denumiri: 
- În 1935, Primăria Municipiului București reînființează Biblioteca Municipiului București, instituție care funcționează până în prezent.
- În 1949-1957, Biblioteca Centrală București și, ulterior, între 1957 – 1968, Biblioteca Orășenească Mihail Sadoveanu, a jucat rolul de coordonator metodologic pentru bibliotecile raionale din municipiul București;
- În 1969, Biblioteca Municipală Mihail Sadoveanu, după reorganizarea administrativă a Bucureștilor, a centralizat principalele servicii, iar bibliotecile raionale au devenit filiale ale Bibliotecii Municipale;
- În 2002, potrivit Legii bibliotecilor a fost înființată Biblioteca Metropolitană București, succesoare a Bibliotecii Municipale Mihail Sadoveanu.[1]

## Colecții  și  servicii
Biblioteca Metropolitană București deține 1.092.629 de cărți, filme și albume muzicale: 1011506 cărți, 19748 CD-uri, 6835 DVD-uri, 7693 jocuri, 41326 presă.
- Îndrumare și orientare în filială și rețeaua BibMet;
- Împrumut / restituire la / de la domiciliu a documentelor de bibliotecă, pe diverse tipuri de suport, deținute în colecții;
- Lectură la sală; scanarea parțială a unor documente din fondul bibliotecii; consultarea colecțiilor de publicații periodice și a colecțiilor speciale și de patrimoniu.
- Rezervarea documentelor și prelungirea termenului de împrumut al documentelor prin catalogul electronic [5], telefonic sau prin e-mail;
- Acces gratuit la Internet prin Wi-fi si la calculatoare pentru public;
- Acces la catalogul electronic și la Biblioteca Digitală a Bucureștilor[6]
- Oferă programe culturale, educaționale, de informare și de loisir în concordanță cu nevoile și cerințele publicului bucureștean.

## Filiale

### Sector 1
- Biblioteca Mihail Sadoveanu
- Biblioteca Dimitrie Bolintineanu
- Biblioteca Cezar Petrescu
- Biblioteca Marin Preda
- Biblioteca Ioan Slavici
- Biblioteca Petre Ispirescu
- Biblioteca Ion Creangă

### Sector 2
- Biblioteca Lucian Blaga
- Biblioteca Sonoră pentru Nevăzători și Ambliopi
- Biblioteca Dimitrie Cantemir
- Biblioteca Costache Negruzzi
- Biblioteca Alexandru Odobescu
- Mediateca George Enescu

### Sector 3
- Biblioteca Emil Gârleanu
- Biblioteca Bogdan Petriceicu Hașdeu
- Biblioteca Liviu Rebreanu
- Biblioteca Ion Neculce
- Spațiul X

### Sector 4
- Biblioteca Nicolae Bălcescu
- Biblioteca Otilia Cazimir
- Biblioteca George Coșbuc
- Biblioteca Alexandru Macedonski
- Biblioteca Ienăchiță Văcărescu

### Sector 5
- Biblioteca Ion Luca Caragiale
- Biblioteca Ion Heliade Rădulescu
- Biblioteca George Călinescu
- Biblioteca Nicolae Iorga
- Biblioteca Vasile Alecsandri
- Biblioteca Gheorghe Șincai

### Sector 6
- Biblioteca Mihai Eminescu
- Biblioteca Nicolae Labiș
- Biblioteca Gheorghe Lazăr
- Biblioteca Nichita Stănescu
- Biblioteca George Topîrceanu